# Municipio de Munster (Pensilvania)
El municipio de Munster (en inglés: Munster Township) es un municipio ubicado en el condado de Cambria en el estado estadounidense de Pensilvania. En el año 2000 tenía una población de 675 habitantes y una densidad poblacional de 18.5 personas por km².

## Geografía
El municipio de Munster se encuentra ubicado en las coordenadas 40°30′03″N 78°40′02″O / 40.50083, -78.66722.

## Demografía
Según la Oficina del Censo en 2000 los ingresos medios por hogar en la localidad eran de $42,188 y los ingresos medios por familia eran $45,000. Los hombres tenían unos ingresos medios de $31,667 frente a los $19,833 para las mujeres. La renta per cápita para la localidad era de $15,762. Alrededor del 6,7% de la población estaban por debajo del umbral de pobreza.